# Международный молодёжный культурный центр
Международный молодёжный культурный центр или Молодёжный олимпийский центр (Nanjing International Youth Cultural Centre или Youth Olympics Center, 南京国际青年文化中心) — комплекс из двух небоскрёбов, расположенный в китайском городе Нанкин. Построен в 2015 году в стиле неофутуризма, по состоянию на начало 2020 года год башня №1 являлась пятым по высоте зданием города, 63-м по высоте зданием Китая, 74-м — Азии и 120-м — мира. Общая площадь комплекса — свыше 470 000 м². Архитектором комплекса выступила Заха Хадид, застройщиком — China State Construction Engineering, отелями в комплексе управляет компания Jumeirah Group из Дубая.  
- Башня №1 (315 м) имеет 67 наземных и 3 подземных этажа, на которых расположены офисы и гостиничные номера. В башне имеются 19 лифтов, площадь здания — 120 000 м²[1][2][3].
- Башня №2 (255 м) имеет 61 наземный и 3 подземных этажа, на которых расположены апартаменты и гостиничные номера. В башне имеются 12 лифтов, площадь здания — 92 000 м²[4][5][6].
- В пятиэтажном подиуме расположены центр конференций, большой концертный зал и паркинг[7][8][9][10][11].

Вокруг Международного молодёжного культурного центра расположены парк, Олимпийский музей и Международный выставочный центр.     